# Ryszard Domański
Ryszard Domański (ur. 17 stycznia 1928 w Skarżysku-Kamiennej, zm. 24 sierpnia 2021) – polski geograf ekonomista, profesor Akademii Ekonomicznej w Poznaniu, członek rzeczywisty Polskiej Akademii Nauk.

## Życiorys
Od 1958 roku – doktor nauk ekonomicznych (Wyższa Szkoła Ekonomiczna w Krakowie), a od 1963 roku – doktor habilitowany nauk geograficznych (Uniwersytet im. Adama Mickiewicza w Poznaniu).
W latach 1969–1979 rektor Akademii Ekonomicznej w Poznaniu oraz doctor honoris causa tejże uczelni. Był członkiem wielu towarzystw i organizacji międzynarodowych o charakterze naukowym, m.in. Europejskiej i Światowej Akademii Nauk i Sztuk (WAAS), Międzynarodowego Stowarzyszenia Badań Regionalnych (RSA), Międzynarodowej Unii Geograficznej (IGU), Europejskiego Stowarzyszenia Badań Urbanistycznych (EURA) czy Polskiego Towarzystwa Współpracy z Klubem Rzymskim oraz Economics Web Institute.
W latach 1999–2006 aktywny członek Komitetu Przestrzennego Zagospodarowania Kraju PAN. 16 września 2008 decyzją Prezydium Polskiej Akademii Nauk Ryszard Domański został powołany na honorowego przewodniczącego tego Komitetu.
Specjalizował się w tematyce dynamiki i ewolucji systemów regionalnych, gospodarce przestrzennej oraz geografii ekonomicznej, w których to naukach rozwinął koncepcję i metodykę nieliniowej dynamiki systemów. Jest autorem wielu publikacji naukowych, z których najważniejsze to:
- Gospodarka przestrzenna (1990)
- Przestrzenna transformacja gospodarki (1997)
- Zasady geografii społeczno-ekonomicznej (1990)

oraz podręczniki akademickie:
- Geografia ekonomiczna (1977)
- Geografia Polski społeczno-ekonomiczna (1992) (współautor)
- Teoretyczne podstawy geografii ekonomicznej (1982)